# Гринёв (Калачеевский район)
Гринёв — хутор в Калачеевском районе Воронежской области. Входит в состав городского поселения Калач. По состоянию на 01.01.2023 года проживает 47 человек. Малая родина Героя Советского Союза
С. А. Мостового.

## География
Расположен в направлении север-юг.

### Улицы
- ул. Герасимова,
- ул. Майорова,
- ул. Максимова,
- ул. Тенистая.

## История
Образован между 1870 и 1880 гг. крестьянами — малороссами сл. Калач.
В период коллективизации 93 хозяйства хутора с населением 636 человек вошли в колхоз им. Чапаева. При разукрупнении в 1934 году на хуторе образуется колхоз им. Кагановича. В 1950 г. 150 хозяйств хутора входят в состав колхоза им. Чапаева.

## Население
| 2010 |
| ---- |
| 79   |

### Историческая численность населения
В 1885 г. 30 человек, в 1975 г. — 367, на январь 1996 г. — 155.

## Известные уроженцы, жители
Мостовой, Сергей Андреевич (1908—1979) — красноармеец Рабоче-крестьянской Красной Армии, Герой Советского Союза (1945).

## Инфраструктура
Личное подсобное хозяйство с зоной сельскохозяйственного использования, индивидуальная застройка усадебного типа. В 1885 г. — 7 дворов, в 1950 г. — 150 хозяйств, в 1975 г. — 137 дворов, на январь 1996 г. — 75 дворов.
Основа экономики — сельское хозяйство.
Фельдшерско-акушерский пункт.
Электрифицирован по ВЛ-10-7 ПС 110кВ Калач-2.

## Транспорт
Хутор доступен автотранспортом.